# Реджайна Пэтс
«Реджайна Пэтс» (англ. Regina Pats) — молодёжный канадский хоккейный клуб из города Реджайна, Саскачеван. Основан в 1917 году. Выступает в Западной хоккейной лиге (WHL). «Реджайна Пэтс» дважды выигрывала Чемпионат WHL и четыре раза завоёвывала Мемориальный кубок, что является вторым результатом в Канадской хоккейной лиге (CHL).

## История

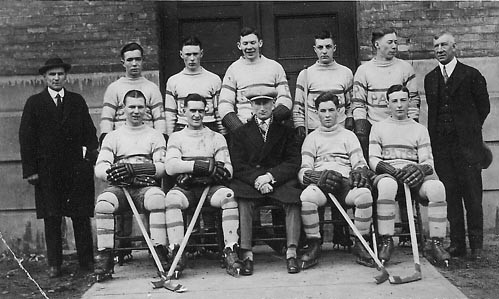
«Реджайна Пэтс» около 1924—1925 годов

«Реджайна Пэтс» является старейшей из молодёжных хоккейных команд в мире, которая с самого основания базируется в одном месте и не разу не меняла своё название. Клуб основан в 1917 году. Первоначальное название звучало как «Пэтрициас» (Patricias) в честь принцессы Патриции Коннаутской, внучки королевы Виктории и дочери генерал-губернатора герцога Коннаутского Артура. Название команды также было связано с Канадским полком лёгкой пехоты принцессы Патриции, на свитерах «Пэтс» по-прежнему присутствует полковой знак. В 1923 году имя команды было сокращено до «Пэтс» (Pats). «Пэтс» выиграли юниорский чемпионат Канады в 1925 и 1930 годах, а также в 1928 году, когда они назывались «Реджайна Монаркс». Во время Второй мировой войны команда бездействовала, но была вновь возрождена в 1946 году.
В 1966 году клуб вошёл в WHL, а 1968 вернулся в Юниорскую хоккейную лигу Саскачевана (SJHL) и выиграл чемпионский титул в первом же сезоне. В следующем сезоне «Пэтс» проиграли в финале и на следующий год снова вернулись в WHL, а их место в SJHL заняла «Реджайна Блюз». В 1974 году «Пэтс» выиграли чемпионат WHL и Мемориальный кубок. В 1977 году клуб переехал из Выставочного стадиона Реджайны на новую арену «Эгридом», впоследствии переименованную в «Брэндт Центр». В 2001 году «Пэтс» были хозяевами Мемориального кубка. В настоящее время «Реджайна Пэтс» принадлежит компаниям «Queen City Sports» и «Entertainment Group».

## Титулы
Кубок Эда Чиновета
Чемпион WHL
- 1966-67: Финалист
- 1971-72: Финалист
- 1973-74: Чемпион
- 1979-80: Чемпион
- 1981-82: Финалист
- 1983-84: Финалист
- 2016-17: Финалист

Мемориальный кубок
Чемпион CHL
- 1919: Финалист
- 1922: Финалист
- 1925: Чемпион
- 1928: Чемпион
- 1930: Чемпион
- 1933: Финалист
- 1950: Финалист
- 1952: Финалист
- 1955: Финалист
- 1956: Финалист
- 1958: Финалист
- 1969: Финалист
- 1974: Чемпион
- 2018: Финалист

Скотти Манро Мемориал Трофи
Победитель регулярного сезона
- 1973-74
- 2016-17

WHL плюс/минус Эворд
- 2001-02: Мэтт Хуббауэр
- 2016-17: Сергей Зборовский

Сент-Клер Груп Трофи
Лучшие отношения между маркетингом клуба и болельщиками
- 1998-99: Скотт Кларк
- 2002-03: Рид Педерсон
- 2016-17

## Командные рекорды
| Командные рекорды за один сезон     | Командные рекорды за один сезон | Командные рекорды за один сезон |
| Показатель                          | Кол-во                          | Сезон                           |
| ----------------------------------- | ------------------------------- | ------------------------------- |
| Наибольшее кол-во очков             | 123                             | 2016-17                         |
| Наибольшее кол-во побед             | 52                              | 2016-17                         |
| Наименьшее кол-во очков             | 27                              | 1976-77                         |
| Наименьшее кол-во побед             | 8                               | 1976-77                         |
| Наибольшее кол-во забитых голов     | 465                             | 1981-82                         |
| Наименьшее кол-во забитых голов     | 154                             | 2004-05                         |
| Наименьшее кол-во пропущенных голов | 192                             | 2001-02                         |
| Наибольшее кол-во пропущенных голов | 481                             | 1978-79                         |

| Индивидуальные рекорды за один сезон           | Индивидуальные рекорды за один сезон | Индивидуальные рекорды за один сезон | Индивидуальные рекорды за один сезон |
| Показатель                                     | Игрок                                | Кол-во                               | Сезон                                |
| ---------------------------------------------- | ------------------------------------ | ------------------------------------ | ------------------------------------ |
| Голы                                           | Дуг Уикенхейзер                      | 89                                   | 1979-80                              |
| Передачи                                       | Джок Калландер и Дейв Михайлюк       | 111                                  | 1981-82                              |
| Очки                                           | Джок Калландер                       | 190                                  | 1981-82                              |
| Очки (для новичков)                            | Дейл Деркач                          | 142                                  | 1981-82                              |
| Очки (для защитников)                          | Даррен Вейтч                         | 122                                  | 1979-80                              |
| Голы (для защитников)                          | Коннор Хоббс                         | 31                                   | 2016-17                              |
| Штрафные минуты                                | Эл Туер                              | 486                                  | 1981-82                              |
| Коэффициентом надёжности*                      | Джош Хардинг                         | 2.39                                 | 2001-02                              |
| Плюс/Минус                                     | Сергей Зборовский                    | +72                                  | 2016-17                              |
| *для вратарей, сыгравших не минимум 1500 минут |                                      |                                      |                                      |

## Известные игроки

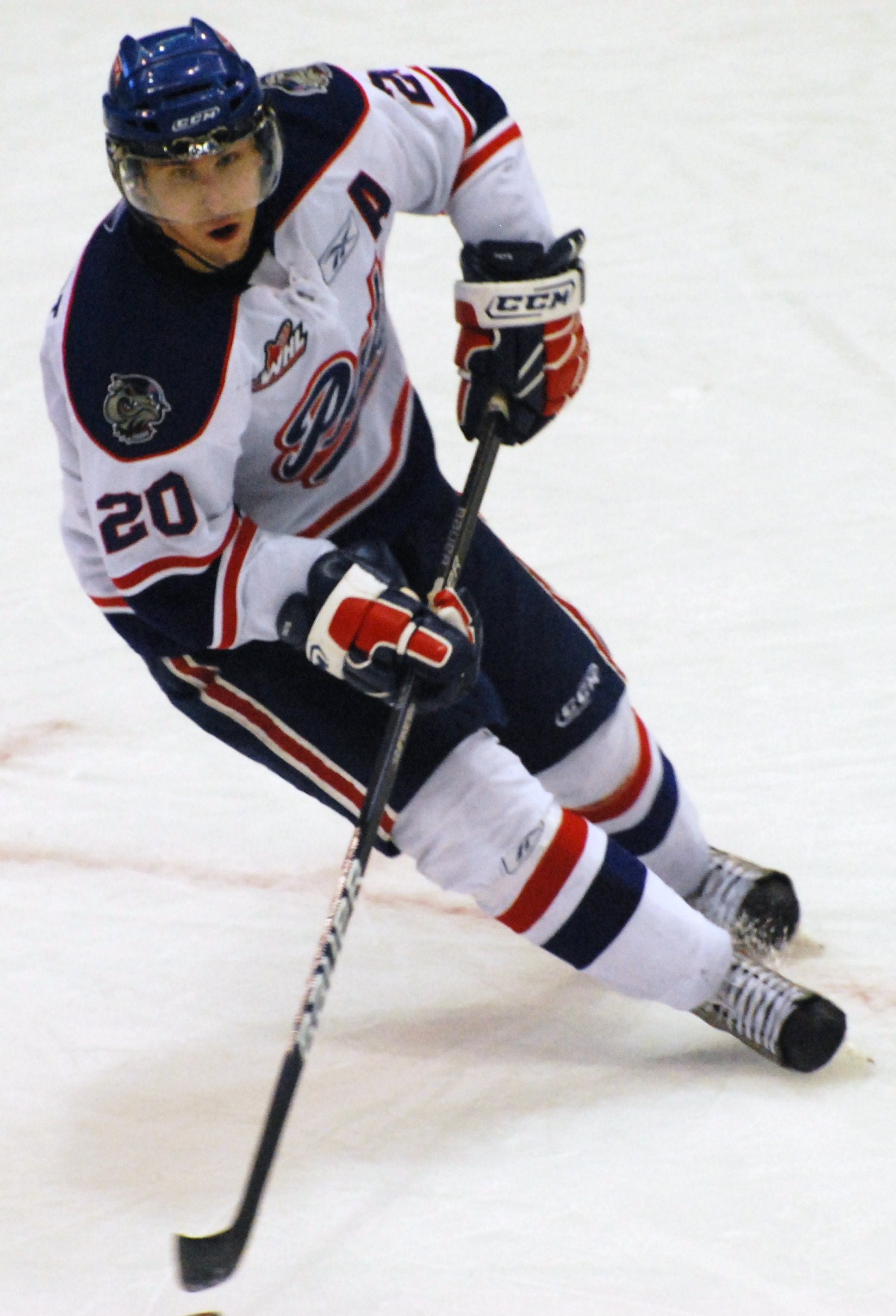
Колтен Теуберт

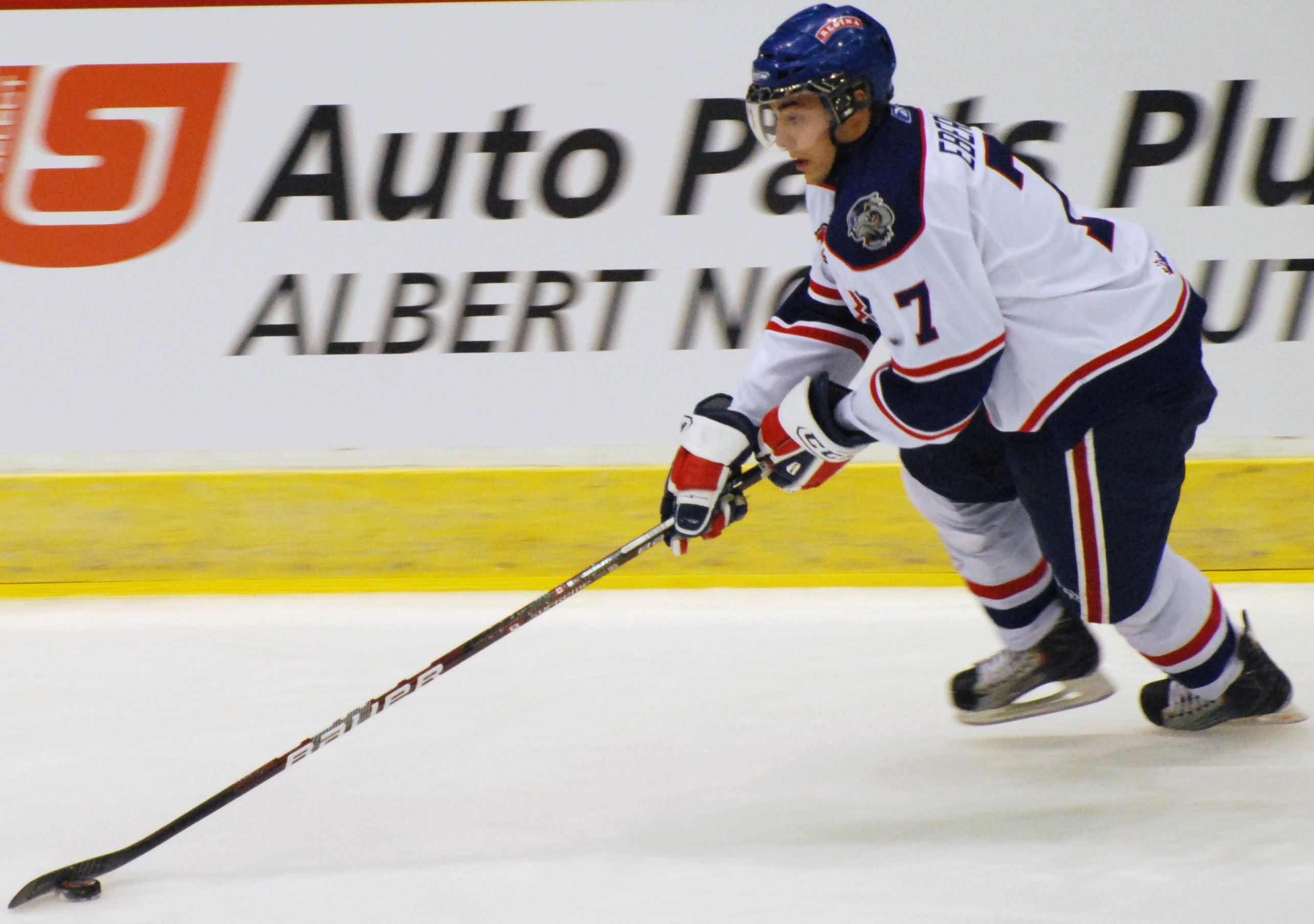
Джордан Эберле

| - Мюррей Армстронг - Линдон Байерс - Мюррей Бальфур - Виктор Бартли - Ред Беренсон - Дерек Бугард - Гарт Бутчер - Дейв Бэлон - Кларк Гиллис - Бутч Горинг - Джонни Готтселиг | - Стю Гримсон - Дирк Грэм - Натан Демпси - Баррет Джекман - Грег Джоли - Джок Калландер - Лес Каннингэм - Кайл Колдер - Гари Лиман - Эд Литценбергер - Эл Макиннис | - Пол Масник - Дейв Михайлюк - Дерек Моррис - Алекс Моттер - Фрэнк Мэтерс - Гарт Мюррей - Дмитрий Набоков - Колтон Орр - Рональд Петровицки - Горд Петтингер - Гленн «Чико» Реш | - Майк Силлинджер - Джейсон Смит - Брэд Стюарт - Боб Тёрнер - Эса Тикканен - Эдди Уайсман - Дуг Уикенхайзер - Тодд Федорук - Брент Федык - Джефф Фризен - Джимми Фрэнкс | - Кевин Халлер - Джош Хардинг - Терри Харпер - Билл Хей - Билл Хик - Джейми Хьюард - Джордан Эберле - Гарнет Экселби - Аут Эриксон - Картер Эштон - Дмитрий Якушин - Коннор Бедард |

## Неиспользуемые номера
- # 1 Эд Станиовски
- # 7 Джордан Эберле
- # 8 Брэд Хорнанг
- # 9 Кларк Гиллис
- #12 Дуг Уикенхайзер
- #14 Деннис Собчак
- #16 Дейл Деркач
- #16 Майк Силлинджер
- #17 Билл Хик

## Первые номера драфта НХЛ
- 1974 — Грег Джоли («Вашингтон Кэпиталз»)
- 1980 — Дуг Уикенхайзер («Монреаль Канадиенс»)
- 2023 — Коннор Бедард («Чикаго Блэкхокс»)

## Интересные факты
- Известный бейсболист Ларри Уокер провёл один матч за «Реджайна Пэтс» в качестве вратаря.
- Аутфилдер «Милуоки Брюэрс» Нийер Морган провёл 7 матчей за «Реджайна Пэтс» в сезон 1999—2000, забив 2 гола и набрав 20 штрафных минут.

## Примечание
- 2005-06 WHL Guide